# 야마노우치역 (교토부)
야마노우치역(일본어: 山ノ内駅, やまのうちえき)은 일본 교토부 교토시 우쿄구에 있는 게이후쿠 전기 철도 아라시야마 본선의 역이다. 역 번호는 A4이다.

## 역사
- 1910년 3월 25일: 아라시야마 전차 궤도의 역으로 영업 개시.
- 1918년 4월 2일: 회사 합병에 의한 교토 전등이 운영하는 아라시야마 전철역이 됨.
- 1942년 3월 2일: 노선 양도로 인한 게이후쿠 전기 철도의 역이 됨.

## 역 구조
안전 지대 형식의 상대식 승강장 2면 2선의 구조로 교토 부 내에서 유일한 노면 전차 정류장이다. 차량에는 스텝이 없어 안전 지대에서 차량까지 큰 차이가 생긴다.

### 승강장
| 1 | ■ 아라시야마 본선(하행) | 가타비라노쓰지・아라시야마 방면 |
| 2 | ■ 아라시야마 본선(상행) | 사이・시조오미야 방면           |

## 역 주변
역 부근 일대는 과거 엔랴쿠지의 비비지 사령이었다. 야마노우치라는 지명은 사령이었다가 본 땅이 엔랴쿠지의 야마노우치인 땅에서 나온 것이다.
- 교토 야마노우치 우체국
- 니시혼간지 각방
- 중앙불교학원
- 교토 패밀리(쇼핑 센터)
- 산조도리(교토 부도 112호 니조 정거장 아라시야마 선)

## 인접역
| 게이후쿠 전기 철도 ■ 아라시야마 본선 | 게이후쿠 전기 철도 ■ 아라시야마 본선 | 게이후쿠 전기 철도 ■ 아라시야마 본선 |
| ------------------------------------ | ------------------------------------ | ------------------------------------ |
| A3 니시오지산조 시조오미야 방면      |                                      | 란덴텐진가와 A5 아라시야마 방면      |